# Алтуна (Айова)
Алтуна (англ. Altoona) — місто (англ. city) в США, в окрузі Полк штату Айова. Населення — 19 565 осіб (2020).

## Географія
Алтуна розташована за координатами 41°38′49″ пн. ш. 93°28′37″ зх. д. / 41.64694° пн. ш. 93.47694° зх. д. (41.646863, -93.476842).  За даними Бюро перепису населення США в 2010 році місто мало площу 24,22 км², уся площа — суходіл.

## Демографія
Згідно з переписом 2010 року, у місті мешкала 14 541 особа в 5459 домогосподарствах у складі 3945 родин. Густота населення становила 600 осіб/км².  Було 5702 помешкання (235/км²).
Расовий склад населення:
| - 95,1 % — білих - 1,1 % — чорних або афроамериканців - 1,1 % — азіатів - 0,2 % — вихідців з тихоокеанських островів - 0,1 % — корінних американців |

До двох чи більше рас належало 1,5 %. Частка іспаномовних становила 2,9 % від усіх жителів.
За віковим діапазоном населення розподілялося таким чином: 30,0 % — особи молодші 18 років, 60,9 % — особи у віці 18—64 років, 9,1 % — особи у віці 65 років та старші. Медіана віку мешканця становила 33,7 року. На 100 осіб жіночої статі у місті припадало 95,8 чоловіків;  на 100 жінок у віці від 18 років та старших — 90,9 чоловіків також старших 18 років.
Середній дохід на одне домашнє господарство  становив 83 635 доларів США (медіана — 69 748), а середній дохід на одну сім'ю — 97 484 долари (медіана — 89 899). Медіана доходів становила 48 541 долар для чоловіків та 45 718 доларів для жінок. За межею бідності перебувало 6,1 % осіб, у тому числі 5,3 % дітей у віці до 18 років та 5,2 % осіб у віці 65 років та старших.
Цивільне працевлаштоване населення становило 8737 осіб. Основні галузі зайнятості: освіта, охорона здоров'я та соціальна допомога — 23,5 %, фінанси, страхування та нерухомість — 13,1 %, роздрібна торгівля — 11,1 %, мистецтво, розваги та відпочинок — 10,5 %.